# Ingrid Sternhoff
Ingrid Sternhoff  est une footballeuse internationale norvégienne née le 25 février 1977. Elle joue au poste de gardienne de but durant sa carrière.

## Biographie
Enfant, Sternhoff joue pour le SK Nord et le SK Vard,,. Sternhoff est internationale junior norvégienne entre 1992 et 1996.
Elle joue pour le SK Haugar lorsqu'elle est appelée pour la première fois dans l'équipe norvégienne. Elle fait ses débuts internationaux lors de la Coupe de l'Algarve en 1995, elle dispute uniquement deux rencontres, ce seront ses uniques matchs en sélection.
Elle est gardienne remplaçante avec l'équipe norvégienne qui remporte la Coupe du monde 1995 en Suède. Elle fait aussi partie de l'équipe norvégienne qui remporte la médaille de bronze du football féminin aux Jeux olympiques d'été de 1996.
Sternhoff évolue ensuite avec les clubs du Kolbotn IL, du Klepp IL ainsi qu'au SK Haugar. Sternhoff part ensuite étudier en Amérique pour rejoindre l'Université de Hartford. À l'Université de Hartford, elle est joueuse au sein de l'équipe de football universitaire.